# Нино Белов
Нино Белов (стгрч. Νίνος του ΒηλονΝίνος = Нино син Белов) је према Херодоту и Диодору митски оснивач Асирског царства, градитељ Ниниве, и син бога Бела.
Личности цара Нина и краљице Семирамиде први пут се појављују у историји Персије коју је написао Ктезије са Книда, који је тврдио, као дворски лекар Артаксеркса II, да има приступ краљевским историјским записима. Ктезијеве тврдње су касније биле проширене од стране Диодора . Нина су касније наставили да помињу европски историчари (нпр. Алфред Велики), због све већег знања клинастог писма које је омогућило прецизнију реконструкцију асирске историје у 19. веку.
На основу античких митова Нино је био син бога Бела, назив који може представљати семитске титуле као нпр. "Ba'al", што би се превело као „господар“. Како и за Нина тако и за Бела египатска и феничка митологија не зна за овог бога те ни за његове потомке тако и на ништа што би припомињало на овакве митове, Према Кастору са Родоса, његова владавина је трајала 52 године, а почела је да слаби 2189. године п. н. е. како каже Ктезије. Познат је по томе што је освојио целу западну Азију за 17 година уз помоћ Арија, краља Арабије, и да је основао прво светско царство, поразивши друге краљеве из легенди, Барзана из Јерменије (којег је поштедео) и Фарна из Медије (којег је разапео).
Како прича каже, Нино је освојио све околне азијске земље осим Индију и Бактрију, затим је ратовао са Оксартом, краљем Бактрије, са војском од близу 2 милиона војника, освојивши све осим престоницу. Током опсаде Бактрије срео је Семирамиду, супругу једног од његових генерала, Онеја, коју је отео и узео за своју жену.
Нино је први пут идентификован у делу Клементинске литературе са библијским Небродом, који је, како аутор каже, натерао Персијанце да обожавају ватру. У многим модерним интерпретацијама хебрејских списа о Постању 10, Нимрод је, син Куша, основао Ниниву. Ово је такође непотпуно зато што други преводи наводе Асура, сина Сема, за оснивача Ниниве.
У скорије време, поистовећивање Нимрода са Нином, сачињава велики део тезе Александра Хислопа у 19. веку у делу Два Вавилона.
Ктезије је такође истакао да после Нинове смрти, његова жена Семирамида, која је била оптужена да је изазвала, подигла му је храм-гробницу 9 стадиона високу и 10 стадиона широку (стадион је била мера за дужину у Старој Грчкој), у близини Вавилона, где је прича о Пираму и Тизби касније базирана. Семирамида је касније, како се каже, ратовала са последњим независним монархом Азије, краљем Стабробатом из Индије, али је била поражена.